# Dario Igor Belletta
Dario Igor Belletta, né le 27 janvier 2004 à Magenta, est un coureur cycliste italien. 

## Biographie
Dario Igor Belletta est né à Magenta, dans une famille passionnée de longue date par le vélo. Son père, ancien dirigeant d'une entreprise métallurgique, a été prénommé Serse en hommage à Serse Coppi. Il a aussi un frère aîné, Pierellis, qui est coureur cycliste. Sa mère exerce quant à elle le métier de comptable. Très rapidement intéressé par le cyclisme, il se lance dans la compétition vers l'âge de huit ans. Sa carrière sportive commence au sein d'un club d'Arluno. Dans les catégories de jeunes, il décroche de nombreux succès,. Il remporte notamment une trentaine de courses entre 2017 et 2018, dont un championnat d'Italie. 
En 2021, il intègre la GB Junior Team, basée à Castano Primo. Avec cette formation, il s'illustre de nouveau au niveau national en obtenant dix victoires et diverses places d'honneur. Il se classe également troisième du Trofeo Buffoni, inscrit au calendrier de l'UCI. La même année, il est sélectionné à plusieurs reprises en équipe nationale d'Italie. Il finit ainsi sixième d'une étape de la Course de la Paix juniors, ou encore trente-troisième du championnat du monde sur route juniors, sous les couleurs de son pays natal. Sur piste, il devient champion du monde de l'élimination, champion d'Italie de l'américaine et de l'élimination, ou encore vice-champion d'Europe de l'omnium, toujours chez les juniors. 
En 2022, il est champion d'Italie et septième du championnat d'Europe sur route juniors. Tout comme l’année précédente, il se montre à son avantage sur la Course de la Paix juniors en décrochant trois tops dix au sprint. Sur piste, il est sacré champion d'Europe de poursuite par équipes juniors et double champion d'Italie junior, dans la course aux points et l'omnium. Il continue aussi de participer à des compétitions du calendrier national italien. 
Remarqué par ses bons résultats, il intègre la réserve de la structure Jumbo-Visma en 2023. Il ne délaisse pas pour autant ses études en suivant un cursus dans le domaine des sciences alimentaires. Pour ses débuts avec l'équipe, il bénéficie d'un calendrier aménagé, qui est principalement composé de courses UCI de classe 2, parfois réservées aux cyclistes de moins de 23 ans. Il termine troisième des championnats d'Italie espoirs, mais aussi neuvième du Trofej Umag, dixième d'Eschborn-Frankfurt U23 et onzième de Paris-Roubaix espoirs. Le 16 avril, il prend la septième place du Tour de la province de Reggio de Calabre, avec une sélection italienne. 
En 2024, il participe à davantage de compétitions professionnelles. Souvent équipier, il parvient néanmoins à finir treizième de la Muur Classic Geraardsbergen et seizième du Grand Prix Criquielion, au milieu de plusieurs coureurs du World Tour. Chez les espoirs, il s'adjuge la cinquième place du Grand Prix de Poggiana.
En mars 2025, il change d'équipe en cours de saison et rejoint l'équipe amateur italienne Solme-Olmo.

## Palmarès sur route

### Par année
- 2019
  -  Médaillé d'argent du contre-la-montre au Festival olympique de la jeunesse européenne
  -  Médaillé d'argent de la course en ligne au Festival olympique de la jeunesse européenne
- 2021
  - Giro della Castellania
  - 3e du Trofeo Buffoni
- 2022
  -  Champion d'Italie sur route juniors
  - 2e de la Piccola Tre Valli Varesine
  - 7e du championnat d'Europe sur route juniors
- 2023
  - 3e du championnat d'Italie du contre-la-montre espoirs
  - 3e du championnat d'Italie sur route espoirs
- 2025
  - Visegrad 4 Kerekparverseny
  - 2e de Milan-Busseto
  - 2e du championnat d'Italie sur route espoirs

### Classements mondiaux
| Année                                 | 2023 | 2024  |
| ------------------------------------- | ---- | ----- |
| Classement mondial                    | 929e | 2079e |
| UCI Europe Tour                       | 662e | nc    |
|                                       |      |       |
| Légende : nc = non classéSource : UCI |      |       |

## Palmarès sur piste

### Championnats du monde
| Édition / Épreuve       | Elimination | Course aux points |
| Le Caire 2021 (juniors) | Or          |                   |
| Tel Aviv 2022 (juniors) |             | Argent            |

### Championnats d'Europe
| Édition / Épreuve     | Poursuite par équipes |
| Anadia 2022 (juniors) | Or                    |

### Championnats nationaux
- 2021
  -  Champion d'Italie de l'américaine juniors (avec Lino Colosio)
  -  Champion d'Italie de l'élimination juniors
- 2022
  -  Champion d'Italie de course aux points juniors (avec Lino Colosio)
  -  Champion d'Italie de l'omnium juniors (avec Lino Colosio)
  - 2e du championnat d'Italie de poursuite par équipes juniors
  - 3e du championnat d'Italie de l'américaine juniors